# Hermsdorf, Sächsische Schweiz-Osterzgebirge
Hermsdorf huyện Sächsische Schweiz-Osterzgebirge, bang Sachsen, Đức. Đô thị Hermsdorf, Sächsische Schweiz-Osterzgebirge có diện tích 10,14 km².